# Nico Sauer
Nico Sauer (geboren 9. November 1986 in München) ist ein deutscher Komponist, Performancekünstler und Multimediakünstler.

## Leben und Ausbildung
Nico Sauer studierte von 2010 bis 2015 Komposition bei Wolfgang Rihm und Markus Hechtle an der Hochschule für Musik Karlsruhe, von 2012 bis 2013 bei Michael Jarrell an der Haute École de Musique Genf, von 2015 bis 2018 bei Manos Tsangaris und Franz Martin Olbrisch an der Hochschule für Musik Carl Maria von Weber in Dresden.

## Arbeit
In seinen Arbeiten verbindet Sauer instrumentale und elektronische Musik, Videokunst, Installation, Theater, Programmierung und Performance. Dabei versteht er die Komposition/das Komponieren als ein Begreifen und Einbeziehen, Miteinander-in-Beziehung-setzen und Gestalten aller denkbaren Medien wie visuellen Arbeiten, Kostüm- und Bühnenbild, Skulpturen und Digitalem, ebenso wie dem eigenen Performen. Das Selbstverständnis des Künstlers als soziale Skulptur spielt eine wichtige Rolle in der Präsentation und Kommunikation der Werke. Dabei sucht er nach künstlerischen Fremdkörpern, die sich antagonistisch zu gewohnten Rezeptionshaltungen verhalten, um ein Kunstverständnis so weit zu gefährden, bis ein neues ermöglicht wird.

## Werke (Auswahl)
- Suite für Snare und 128 Instrumente[4], Solo für Snare Drum und Elektronik, 2013
- Der barhändige Wanderer singt in der Anwesenheit des Diebes[5], Ensemblestück, 2014
- Deutsch-Afrika 2014[6], Kammer-Musiktheater mit Zuspielung, Sprecher und Computerstimmen. Im Auftrag des Badischen Staatstheaters, Karlsruhe, 2014
- Accelerando, Uraufführung durch Isao Nakamura. Im Auftrag des Deutschlandfunk, 2015.
- Composing Life, Performance, Essen, Karlsruhe[7], 2015.
- Salary Music (2016, ZeitPunkt, Osaka) ist eine Reihe unsichtbarer Stücke die im öffentlichen Raum aufgeführt werden.
- LOVE ME[8], Musiktheater, UA von El Perro Andaluz, Deutsches Hygiene-Museum Dresden, 2016. Im Auftrag der Ernst-Werner von Siemens Stiftung[9].
- Labor 317[10], Musiktheater, Staatstheater Stuttgart, Labor Nord, Im Auftrag des SKAM, 2017[11]
- The AcouSuit[12], Installative Performance. Im Auftrag des Spor Festivals, Aarhus, Dänemark, 2017.[13]
- Teleform Centrum, Video. Mit Sita Messer. Im Auftrag des Festival Musica, Strasbourg, 2018[14].[15]
- wwwwwwwf (Sprechsaal Berlin & La FDP Paris, 2018) ist die performative Begegnung von Tanya Wenczel (Australien) und Nico Sauer in einem trans-humanistischen Wrestlingmatch[16]. Berlin, Paris, 2018.
- Taxi Boat Nico. Performance als Unternehmer Berlins ersten Wasserstraßen-Beförderungsunternehmens, 2019.
- Reel B Music, Minikompositionen für Instagram Reels, seit 2021
- Ears of a Composer[17], monatliche Radiosendung auf Cashmere Radio, Berlin, seit 2020
- Moonbreaker 2121. Das Musikfestival auf dem Mond[18][3][19][20]. (Als Komponist und künstlerischer Leiter). Finanziert vom Musikfonds und der Wüstenrotstiftung, 2021
- Monstercall[21][22].[23] Berlin, 2022
- Pommes mit Mayo, Berlin 2023
- Atlantide Acide, eine Klangreise zum Mittelpunkt des Magens, La Pop/Festival Musica Paris, 2023[24]
- RÜBER, eine Verkehrsoper, Biennale für Musiktheater. München, 2024[25][26]

## Auszeichnungen und Stipendien
- 2012–2018 Stipendiat der Studienstiftung des Deutschen Volkes
- 2013 Stipendiat der Hoepfner Stiftung Karlsruhe[27]
- 2014 Kompositionsförderpreis der Christoph-Stephan-Kaske Stiftung[28]
- 2016 YourTurn Award für YouTube Creators[29]
- 2021 Künstlerresidenz Le Wonder, Paris
- 2023 Residenz im Elektroakustischen Studio der Akademie der Künste Berlin

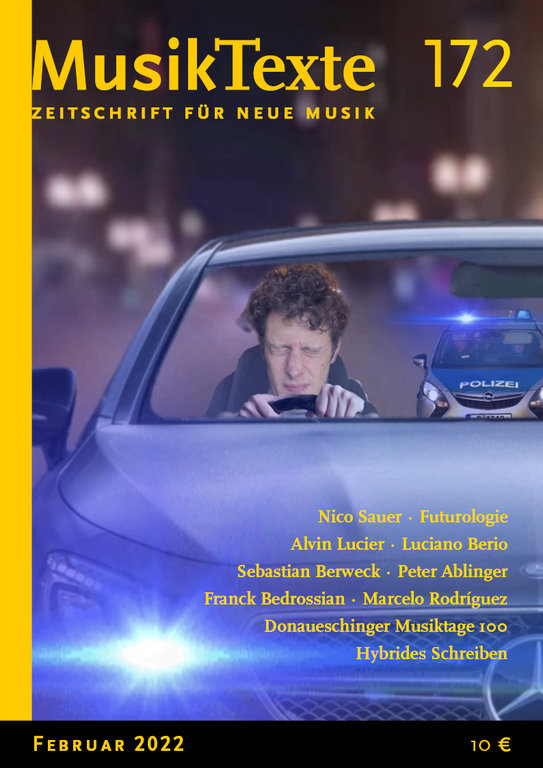
Titelseite der MusikText 172

## Schriften
- Die uralte Berührung.[30] Im Auftrag des Deutschen Übersetzerfonds und Toledo Talks. Berlin, 2023.
- 10 neue Klangideen, Positionen, Ausgabe 134. München, Februar 2023[31].
- Wie ich auf dem Weg zum Kongress für psychologische Musik meinen eigenen Tod vertäuschte, 2022. MusikTexte Ausgabe 172.[32]
- Qu'est-ce que c'est B-Musique? Vorbei an einer neuen Musikphilosophie[33]. Positionen, Berlin, 2020. Ausgabe #125 Kunst > Wirklichkeit?
- Was ist situatives Komponieren? Master-Arbeit im Studiengang Komposition, 2018, Berlin.
- Accelerando. Kurzgeschichte, 2015, Berlin.
- Komponieren ist kein Ponyhof, Essay, 2014, Karlsruhe.

## Belege
1. ↑  Nico Sauer | ZKM. Abgerufen am 3. Februar 2021 (englisch).
2. ↑  Sauer, Nico | SWR Classic. 23. Juni 2015, ehemals im Original (nicht mehr online verfügbar); abgerufen am 6. Februar 2021. (Seite nicht mehr abrufbar. Suche in Webarchiven)
3. 1 2  Andreas Hartmann: Nico Sauer entwickelt ungewohnte Musik: Schall macht satt. In: Die Tageszeitung: taz. 1. November 2022, ISSN 0931-9085 (taz.de [abgerufen am 26. September 2023]).
4. ↑  Konzertarchiv 2019 | Sankt Peter Köln. Abgerufen am 3. Februar 2021 (deutsch).
5. ↑  NACHTKLÄNGE 2 – ANKLANG | Programm | Badisches Staatstheater Karlsruhe | Spielzeit-Archiv 2014/15. Ehemals im Original (nicht mehr online verfügbar); abgerufen am 3. Februar 2021. (Seite nicht mehr abrufbar. Suche in Webarchiven)
6. ↑  Nachtklänge 2 Verfehlte Siege. (PDF) Badisches Staatstheater Karlsruhe, ehemals im Original (nicht mehr online verfügbar); abgerufen am 4. Februar 2021. (Seite nicht mehr abrufbar. Suche in Webarchiven)
7. ↑  die Anstoß e. V. In: die Anstoß e. V. Abgerufen am 6. Februar 2021 (deutsch).
8. ↑  Das ist Schauspiel, das ist Drama! In: Musik in Dresden. 21. August 2016, abgerufen am 3. Februar 2021 (deutsch).
9. ↑  Kompositionsauftrag an Nico Sauer. Abgerufen am 9. Februar 2021.
10. ↑  C. T. M. Festival: Unease. Abgerufen am 3. Februar 2021 (englisch).
11. ↑  K-R-A-M 2017-02 | LABOR317 – S-K-A-M e. V. Abgerufen am 9. Februar 2021 (amerikanisches Englisch).
12. ↑  The AcouSuit – Dress Up for Good Sound. 28. April 2017, abgerufen am 3. Februar 2021 (dänisch).
13. ↑  The AcouSuit – Dress Up for Good Sound. 28. April 2017, abgerufen am 9. Februar 2021 (dänisch).
14. ↑  FESTIVAL MUSICA 2019. CE QUE COMPOSER VEUT DIRE. In: artpress. 7. Oktober 2019, abgerufen am 9. Februar 2021 (französisch).
15. ↑  Teleform Centrum Ep 1 – Guitare (2018) 3'05. Abgerufen am 9. Februar 2021 (französisch).
16. ↑  Wwwwwwwf – Paris, City of Pain, watch these nasty... | Facebook. Abgerufen am 6. Februar 2021.
17. ↑  Ears of a Composer. Abgerufen am 4. Februar 2021 (englisch).
18. ↑  Klangreise zum Mond : Futuristisches Festival in Berliner Planetarium verwandelt Stimmen in Musik. In: Der Tagesspiegel Online. ISSN 1865-2263 (tagesspiegel.de [abgerufen am 26. September 2023]).
19. ↑  deutschlandfunk.de: Moonbreaker 2121 – Ein Musikfestival auf dem Mond. Abgerufen am 26. September 2023.
20. ↑  Redaktion: "Moonbreaker": So wird Musik in 100 Jahren klingen. Abgerufen am 26. September 2023.
21. ↑  Andreas Hartmann: taz-Sommerserie Nah am Wasser: Irgendwas ist da unten. In: Die Tageszeitung: taz. 7. August 2022, ISSN 0931-9085 (taz.de [abgerufen am 26. September 2023]).
22. ↑  Berlin hat ein eigenes Sommerlochmonster: Viel Lärm um "Tegeli". 13. August 2022, abgerufen am 26. September 2023.
23. ↑  Monsteralarm am Tegeler See: Künstler wollen mit Musik ein reptilienartiges Wesen anlocken. In: Der Tagesspiegel Online. ISSN 1865-2263 (tagesspiegel.de [abgerufen am 26. September 2023]).
24. ↑  mouvement: Nico Sauer : Voyage au bout de mon bide. Abgerufen am 18. Juli 2024.
25. ↑  Auf der Rückbank ist noch Platz für Oper | nmz – neue musikzeitung. 1. Juli 2024, abgerufen am 18. Juli 2024.
26. ↑  Bayerischer Rundfunk: Münchener Biennale 2024 "On the way" : Der Weg ist das Ziel | BR-Klassik. 29. Mai 2024, abgerufen am 18. Juli 2024.
27. ↑  Wolfgang-Rihm-Stipendium | Hoepfner Stiftung. Abgerufen am 3. Februar 2021 (deutsch).
28. ↑  Preisverleihung | Kaske Stiftung. Abgerufen am 4. Februar 2021.
29. ↑  Medienboard-geförderter "Your Turn – der Video-Creator Wettbewerb" kürt die besten Webvideo-Konzepte. Abgerufen am 3. Februar 2021.
30. ↑  TOLEDO — TALKS — Die uralte Berührung. Abgerufen am 18. Juli 2024.
31. ↑  Positionen – Texte zur aktuellen Musik. Abgerufen am 18. Juli 2024.
32. ↑  MusikTexte 172 – Februar 2022. Abgerufen am 18. Juli 2024.
33. ↑  Positionen – Texte zur aktuellen Musik. Abgerufen am 3. Februar 2021.

| Personendaten    | Personendaten                                                   |
| ---------------- | --------------------------------------------------------------- |
| NAME             | Sauer, Nico                                                     |
| KURZBESCHREIBUNG | deutscher Komponist, Performancekünstler und Multimediakünstler |
| GEBURTSDATUM     | 9. November 1986                                                |
| GEBURTSORT       | München                                                         |